# باولو كامبوس (مدرب كرة قدم)
باولو كامبوس (بالبرتغالية: Paulo Campos‏) هو مدرب كرة قدم ولاعب كرة قدم برازيلي، ولد في 20 فبراير 1957 في نيتيروي في البرازيل. لعب مع أريس تسالونيكي.